# Bristol Bears
Bristol Bears (dawniej Bristol Rugby, Bristol Shoguns) – klub rugby z miasta Bristol założony w 1888 roku, rozgrywający swoje mecze na stadionie Ashton Gate. Klub posiada sekcje żeńską i męską, obydwie grające w najwyższych klasach rozgrywkowych. Od sezonu 1997/98 trzykrotnie spadał do Division One oraz trzykrotnie awansował do Premiership Rugby. Z powodu bliskiego położenia i długiej historii klub z Bristolu rywalizuje z Bath Rugby w derbach. Pomimo tej rywalizacji obydwa kluby były bliskie połączenia a właściwie przejęcia drużyny z Bristolu przez drużynę z Bath w roku 2003 plany pokrzyżował spadek drużyny z Bristolu do Division One (odpowiednik drugiej ligi). Klub posiada także fundację, Bristol Rugby Community Foundation, której celem jest popularyzacja rugby oraz pomoc dzieciom poprzez rugby stawać się lepszymi ludźmi.
Do 2018 klub nosił nazwę Bristol Rugby (z krótką przerwą, gdy posługiwano się nazwą Bristol Shoguns). W 2018 zmieniono nazwę na Bristol Bears.

## Trofea
Największe sukcesy:
- Anglo-Welsh Cup
  - zwycięzca: 1983
- British and Irish Cup 
  - zwycięzca: 2011
- European Rugby Challenge Cup
  - zwycięzca: 2020